# Список умерших в 544 году

## Октябрь
- 18 октября:
  - Венна, святая, корнуэльская королева;
  - Гвен Талгартская, мученица из Талгарта.

## Дата смерти неизвестна или требует уточнения
- Будик II, правитель Арморики (до 544).
- Дионисий Малый, римский аббат, один из «скифских монахов»; основоположник летосчисления от Рождества Христова (или от начала нашей эры); святой, прославленный Католической, Румынской православной и Русской православной церквями.
- Клотильда Бургундская, вторая жена франкского короля Хлодвига I (с 492).
- Соломон, государственный и военный деятель Византийской империи.
- Туатал Маэлгарб, верховный король Ирландии (534/536 — ок. 544).